# Poecilosomella
Poecilosomella är ett släkte av tvåvingar. Poecilosomella ingår i familjen hoppflugor.

## Dottertaxa tillPoecilosomella, i alfabetisk ordning[1]
- Poecilosomella aciculata
- Poecilosomella acrosticalis
- Poecilosomella affinis
- Poecilosomella albipes
- Poecilosomella amputata
- Poecilosomella angulata
- Poecilosomella annulitibia
- Poecilosomella apicata
- Poecilosomella arnaudi
- Poecilosomella biseta
- Poecilosomella borboroides
- Poecilosomella borborus
- Poecilosomella brevisecunda
- Poecilosomella brunetti
- Poecilosomella capensis
- Poecilosomella conspicua
- Poecilosomella cryptica
- Poecilosomella curvipes
- Poecilosomella dudai
- Poecilosomella formosana
- Poecilosomella furcata
- Poecilosomella giraffa
- Poecilosomella guangdongensis
- Poecilosomella hayashii
- Poecilosomella himalayensis
- Poecilosomella hyalipennis
- Poecilosomella insularis
- Poecilosomella longecostata
- Poecilosomella longicalcar
- Poecilosomella longichaeta
- Poecilosomella longinervis
- Poecilosomella lusingana
- Poecilosomella maxima
- Poecilosomella melanioides
- Poecilosomella multicolor
- Poecilosomella multipunctata
- Poecilosomella nepalensis
- Poecilosomella nigra
- Poecilosomella nigrotibia
- Poecilosomella niveipes
- Poecilosomella pallidimana
- Poecilosomella pappi
- Poecilosomella paraciculata
- Poecilosomella paracryptica
- Poecilosomella pectiniterga
- Poecilosomella peniculifera
- Poecilosomella perinetica
- Poecilosomella pictitarsis
- Poecilosomella pilimana
- Poecilosomella pilipino
- Poecilosomella punctipennis
- Poecilosomella rectinervis
- Poecilosomella ronkayi
- Poecilosomella sabahi
- Poecilosomella spinicauda
- Poecilosomella spinipes
- Poecilosomella subpilimana
- Poecilosomella tincta
- Poecilosomella tridens
- Poecilosomella upembana
- Poecilosomella varians